# Lupe Fiasco
Wasalu Muhammad Jaco (16 de fevereiro de 1982), mais conhecido por seu nome artístico Lupe Fiasco, é um rapper e produtor dos EUA e tornou famoso por volta de 2006, após o lançamento de seu álbum de estreia pela Atlantic, Lupe Fiasco's Food & Liquor, sucesso entre a crítica e indicado três vezes ao Grammy.
Ele lançou seu segundo álbum, Lupe Fiasco: The Cool, em dezembro de 2007. O primeiro single desse álbum,"Superstar", chegou ao número 10 na Billboard Hot 100. "The Show Goes On", primeiro single de Lasers (lançado em março de 2011), o terceiro álbum de Fiasco, chegou ao número 9 da mesma parada de êxitos.

## Biografia

### Inicio da vida e carreira
Nascido no dia 16 de fevereiro de 1982, em Chicago, Wasalu Muhammad Jaco é um dos nove filhos de Shirley, uma chef de cozinha e de Gregory, um engenheiro, membro do partido Panteras Negras. Seu pai também foi professor de Karatê e passou os ensinamentos à Fiasco que, aos 10 anos já era faixa preta. Seus pais se divorciaram quando tinha apenas cinco anos, e a partir de então ele foi morar com a mãe. Ainda assim, seu pai prevaleceu em sua vida. 
Inicialmente Lupe Fiasco odiava Hip Hop pelo fato de degradar a imagem feminina, fato este que o rapper relata na faixa "Hurt Me Soul", de seu álbum de estréia, "Food & Liquor", conhecido no exterior como Lupe Fiasco's Food & Liquor. Começou a fazer rap quando estava na oitava série, ao escutar o álbum do rapper Nas, It Was Written. Enquanto cursava o ensino médio, ele descobriu o amor por teatro, e colaborou em diversas peças da escola, trabalhando com os efeitos sonoros e iluminação. Ele também era membro do time de xadrez. 
Quando Fiasco tinha 17 anos, ele começou a criar música como artista solo no porão da casa de seu pai, mesmo que seus pais não estavam interessados em ter seu filho um rapper. Ele vasculhou mercados e lojas de segunda mão, onde ele foi capaz de encontrar uma velha mesa de mixagem e um toca-discos, pilhas de discos de vinil, e mic stands. Aos 19 anos, Fiasco se juntou a um grupo chamado Da Pak, que foi influenciado pelo Gangsta Rap da Califórnia, por rappers com Spice 1 e Ice Cube . Da Pak assinou contrato com a Epic Records e lançaram um single antes de se separarem. Passou então a ser influenciado pelo conteúdo lirico de rappers como Jay-Z e Nas. Chegou a assinar um contrato com a Artista Records, mas se desligou da gravadora após conhecer Jay-Z que o levou a assinar com a Atlantic Records em 2005.

### 2006-2007: Food & Liquor e The Cool
Lançou em 2006 o seu primeiro álbum: Lupe Fiasco's Food & Liquor, aclamado pela crítica, que o fez ser o mais novo álbum a integrar a lista de Mil álbuns para se ouvir antes de morrer . Entre os produtores musicais responsáveis por seu álbum de estreia estão Jay-Z, The Neptunes, Kanye West e Mike Shinoda. Os singles desse álbum foram as músicas "Kick, Push", "I Gotcha" e "Daydreamin". Seu álbum de estreia foi nomeado ao Grammy Awards em três categorias, vencendo a categoria "Melhor performance urbana" pelo single Daydreamin, parceria com a cantora Jill Scott.
Lupe Fiasco's The Cool, seu segundo álbum, foi lançado no ano seguinte e recebeu boas críticas. The Cool foi muito bem recebido pela crítica e foi referido como "um dos melhores álbuns de hip-hop do ano" pelo The New York Times . Enquanto gravava o álbum seu pai faleceu. Os singles desse álbum são "Superstar". "Hip Hop Saved My Life" e "Paris, Tokyo".

### 2008-2011: Lasers
Mais de dois anos e meio após a conclusão do álbum, Lasers foi lançado em 8 de março de 2011. O primeiro single do álbum foi " The Show Goes On ", com amostras "Float On", do Modest Mouse . "The Show Goes On" estreou no número 57 na Billboard Hot 100 . O primeiro single chegou ao número 9 desde então. Os produtores envolvidos no álbum incluem Alex Da Kidd, "The Future" e Jerry "Wonda" Duplessis, enquanto artistas colaboradores incluem Skylar Grey , Trey Songz , e John Legend . Após o lançamento do álbum, Lasers estreou no número um sobre a Billboard 200 chart, com vendas na primeira semana de 204 mil cópias. Apesar do sucesso comercial do álbum, Lasers recebeu críticas mistas da maioria dos críticos de música.
O atraso com a Atlantic Records veio devido a esta, pedir para Lupe um tom mais ameno, sem muitos protestos. À MTV americana, Lupe declarou que eles queriam 25% de tudo o que fosse lucro vindo de suas músicas, e diante da recusa de Fiasco para assinar o contrato, a Atlantic Records recusou-se a promover os primeiros singles. Lupe completou dizendo que "se I'm Beamin' ganhou um videoclipe, foi através de seu próprio bolso, e se o clipe ganhou repercussão na MTV, foi pelo fato de amigos dele que trabalhavam na emissora americana deram apoio". Houve boatos de que o rapper faria parte da gravadora de Kanye West.

### 2012-presente: Food & Liquor II: The Great American Rap Album

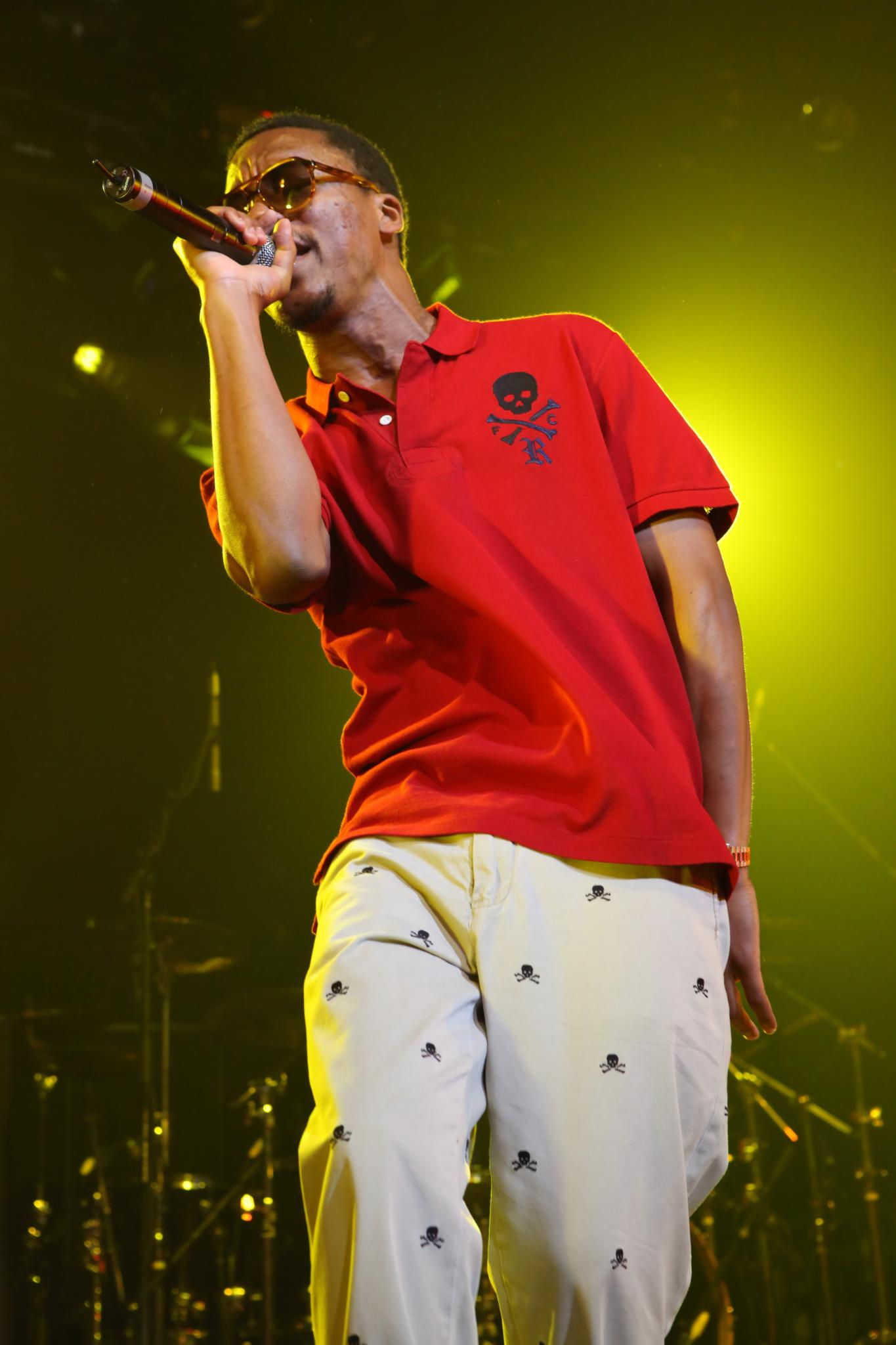

Fiasco Desde então, lançou Food & Liquor 2 , bem como o trabalho colocado em um álbum em parceria com o colega Pharrell Williams.
Food & Liquor II: The Great American Rap Album foi lançado em 25 de setembro de 2012. As músicas "Go to Sleep" e "Bad Bitch" foram lançadas como singles. O álbum recebeu críticas positivas de críticos de música . No Metacritic , que atribui uma classificação de 100 opiniões de críticos convencionais, o álbum recebeu uma média de pontuação de 70, o que indica "avaliações favoráveis" , baseado em 18 avaliações. Ele também foi nomeado para Melhor Álbum de Rap com os 55 prêmios Grammy.

## Vida Pessoal

### Estilo Lírico
Fiasco, junto com rappers Common , Mos Def e Talib Kweli , foi creditado como um pioneiro do movimento hip hop conscious, que se concentra em questões sociais, assuntos aflorados em Lupe Fiasco Food & Liquor incluem pais ausentes, o terrorismo , o Islã, religião, guerra e prostituição. Fiasco atribui seu interesse por questões sociais para sua educação altamente culta, como ele descreve sua mãe como "muito intelectual" e seu pai como um "homem da Renascença".

### Religião
Lupe Fiasco afirmou no programa Rap Fix da MTV, assim como em vários outros meios de comunicação, que ele é muçulmano e que o Islã desempenha um papel na sua vida e em tudo o que faz, até certo ponto ... "Eu não gosto de falar da minha religião, eu não gosto de usá-la assim, porque eu não quero que as pessoas olham para mim como um garoto-propaganda para o Islã. Eu não sou. Eu não quero que eles olhem para os meus defeitos e digam, 'oh, isso é por causa do Islã'".
Sua série mixtape Fahrenheit 1/15 contou com um remix da faixa "Jesus Walks", de Kanye West intitulada "Muhammad Walks", que passou a se tornar muito popular na comunidade muçulmana. 

### Visão Politica
Fiasco é conhecido por suas visões anti politicas. Em uma entrevista com Stephen Colbert no noticiário satírico The Colbert Report, Fiasco declarou seu credo sobre a filosofia política: "Você deve criticar o poder, mesmo se você concorda com ele."
Em outra entrevista em junho de 2011 na CBS , Fiasco discutiu o conteúdo político de sua música, afirmando: "A minha luta contra o terrorismo, para mim, o maior terrorista é Obama e os Estados Unidos da América. Eu estou tentando lutar contra o terrorismo que está realmente fazendo com que as outras formas de terrorismo existam . Você sabe, a raiz do terrorismo é o material que o governo dos EUA permite usar. As políticas externas que dispomos em diferentes países é que inspiram as pessoas a se tornarem terroristas".
Afirmou que não votaria nas eleições dos Estados Unidos em 2011
Em 20 de janeiro de 2013, ele foi retirado do palco pela segurança por se recusar a pular para a próxima canção depois de executar uma versão de 30 minutos de Words I Never Said , que contém letras anti-Obama, em Washington DC, durante a segunda posse presidencial de Obama. 

## Discografia
- Lupe Fiasco's Food & Liquor (2006)
- Lupe Fiasco's The Cool (2007)
- Lasers (2011)
- Food & Liquor II: The Great American Rap Album (2012)
- Tetsto & Youth (2015)
- Drogas Light (2017)
- Drogas Wave(2018)
- Drill Music In Zion(2022)
- Samurai(2024)